# Ган-ката

Ведение ган ката в фильме «Эквилибриум»

Ган-фу (англ. Gun fu, результат словослияния «gun» — «огнестрельное оружие, пушка» и «kung fu» — «кунг-фу»), также известное как ган-ката (образовано от слов «gun» и яп. «ката» — «система боевых движений» или «положение тела»), балет пуль (англ. bullet ballet) и gymnastic gunplay — собирательное название вымышленных боевых искусств, представляющих собой сочетание рукопашного боя (в том числе с использованием оружия ближнего боя) и стрельбы из огнестрельного оружия. Как правило, соотношение этих двух факторов в ган-фу является примерно равным. Ган-фу зародилось в гонконгских боевиках и позже перекочевало в американские боевики.
Главным отличительным признаком ган-фу является его художественный стиль и определённое применение огнестрельного оружия в бою — такое, которое не предусматривалось разработчиками. Как правило, к этим приёмам относятся стрельба из двух образцов оружия (вместе с одновременным прыжком в сторону при стрельбе), «стрельба по-македонски», стрельба в находящегося за спиной противника и использование огнестрельного оружия в качестве холодного (по аналогии с ножевым боем). В качестве используемого оружия могут служить не только пистолеты и револьверы, но и пистолеты-пулемёты, автоматические винтовки, гладкоствольные ружья и даже ручные противотанковые гранатомёты. Зачастую в ган-фу встречаются манёвры из грэпплинга.
В настоящее время ган-фу является характерным для всех современных боевиков благодаря своей визуальной составляющей, которая является результатом впечатляющей хореографии актёров и работы каскадёров — даже с учётом наличия нереалистичных элементов боя, которые никогда не встречаются в современном военном деле.

## Происхождение
Корни ган-фу уходят в гонконгские остросюжетные фильмы с элементами боевых искусств (фильмы о кунг-фу и фильмы жанра уся), главными звёздами которых считаются Брюс Ли и Джеки Чан. Как правило, в фильмах герои вынуждены были сражаться с огромным количеством противников: поединки представляли собой стилизованные поединки с поставленной хореографией, а стиль боя сочетал в себе как удары кулаками, так и танцы. Джон Ву, начинавший свою карьеру режиссёра именно с подобных фильмов, соединил характерный для этих картин стиль рукопашного боя с применением огнестрельного оружия.
Впервые подобное боевое искусство появилось в фильме 1986 года «Светлое будущее», режиссёром которого и был Джон Ву. Фильм стал одним из первопроходцев в жанре «героического кровопролития» в Гонконге: в последующих картинах стали чаще встречаться элементы ган-фу, которые представляли собой сочетание изящных движений кунг-фу и характерную для криминальных фильмов жестокость. В нескольких последующих фильмах Джона Ву, снятых в жанре «героического кровопролития» с ган-фу, главной звездой был Чоу Юньфат.
О сценах перестрелок Энтони Лён (англ. Anthony Leong) писал следующее:

До 1986 года в кинематографе Гонконга развивались только два жанра — фильм о боевых искусствах и комедия. Сцены со стрельбой особо не были популярными, поскольку зрители считали их скучными по сравнению с изящными приёмами кунг-фу или изящным боем на мечах в эпическом уся. Кинематографистам нужен был новый способ показать сцены со стрельбой — в виде навыков, которые можно было оттачивать, в которые можно было бы включить акробатику и изящество традиционных боевых искусств. И Джон Ву как раз сумел этого добиться. С использованием всех доступных ему техник (следящая съёмка, операторская тележка, slow motion) Ву создал красивые сюрреалистические последовательности действий, при просмотре которых испытываешь guilty pleasure. В сценах со стрельбой можно найти что-то интимное — обычно положительные и отрицательные герои в его фильмах находят глубокое понимание друг друга и сходятся лицом к лицу в жёсткой мексиканской дуэли, направляя друг на друга оружие и обмениваясь словами.
Оригинальный текст (англ.)Before 1986, Hong Kong cinema was firmly rooted in two genres: the martial arts film and the comedy. Gunplay was not terribly popular because audiences had considered it boring, compared to fancy kung-fu moves or graceful swordplay of the wushu epics. What moviegoers needed was a new way to present gunplay—to show it as a skill that could be honed, integrating the acrobatics and grace of the traditional martial arts. And that's exactly what John Woo did. Using all of the visual techniques available to him (tracking shots, dolly-ins, slo-]]), Woo created beautifully surrealistic action sequences that were a 'guilty pleasure' to watch. There is also intimacy found in the gunplay—typically, his protagonists and antagonists will have a profound understanding of one another and will meet face-to-face, in a tense Mexican standoff where they each point their weapons at one another and trade words.

Стивен Хантер писал в газете The Washington Post следующее:

Ву рассматривал перестрелки в контексте мюзикла: его основной идеей была перестрелка как танцевальное выступление с обращением особого внимания на хореографию, на движение обоих актёров в кадре. Ему нравилось делать так, чтобы стрелки взлетали самым неожиданным образом — это было намного более поэтично, чем в какой-либо реальной ситуации. Он часто переключался на слоу-мо и специализировался на стрельбе не только в том плане, чтобы просто убить противника, но и изрешетить его — его герои порой делали пять или шесть выстрелов в противников.
Оригинальный текст (англ.)Woo saw gunfights in musical terms: His primary conceit was the shootout as dance number, with great attention paid to choreography, the movement of both actors within the frame. He loved to send his shooters flying through the air in surprising ways, far more poetically than in any real-life scenario. He frequently diverted to slow motion and he specialized in shooting not merely to kill, but to riddle—his shooters often blast their opponents five and six times.

Приёмы ган-фу использовались в фильмах других режиссёров (фильмы Вона Цзина «Бог игроков» 1989 года и «Возвращение бога игроков» 1994 года). В фильме Ринго Лама «Город в огне» 1987 года, также относящемуся к «героическому кровопролитию», упор делается на более реалистичные схватки героев, а не на ган-фу.

## Примеры по фильмам
Популярность фильмов Джона Ву и жанра «героического кровопролития» обеспечила попадание ган-фу в американский кинематограф. Одними из первых фильмов с подобными элементами, снятые не Джоном Ву, были «Отчаянный» (1995 год) и «Убийцы на замену» (1998 год), причём в последнем снялся Чоу Юньфат. Решающую роль в популяризации ган фу в США принёс фильм «Матрица» 1999 года.

### Матрица
Юнь Вопхин, приглашённый на должность хореографа и постановщика сцен в фильме «Матрица», обеспечил успех не только самому фильму, но и сценам боёв и драк в фильме, которые обрели статус легендарных. Подобный стиль позже был реализован в фильме «Другой мир», будучи соединённым с темой противостояния вампиров и оборотней.

### Эквилибриум
В фильме «Эквилибриум» похожее боевое искусство выведено под названием «ган-ката» — его автором является сценарист и режиссёр Курт Уиммер. «Ган-ката» используется клириками Тетраграмматона в фильме для борьбы против своих противников: его техника основана на теории о том, что позиции участников перестрелки и траектории их огня являются статистически предсказуемыми. Вследствие этого один человек, обученный ган-ката и знающий ряд «стандартных приемов» для различного расположения противников, может противостоять целой группе стрелков, зная их места расположения, и стрелять, не целясь. Поскольку траектории полёта пуль также предсказуемы (хотя человек, конечно, не может видеть пули и уворачиваться), стрелок также может уклоняться от вражеского огня, оставаясь невредимым. Ган-ката также выступает как техника медитации и самоконцентрации, а также учит, как разоружать вооружённого противника. В фильме «Эквилибриум» вице-консул Либрии Дюпонт (роль исполнил Ангус Макфадьен), проводя лекцию у будущих клериков, называет следующие числа: у человека, владеющего ган-ката, общая эффективность огня вырастает как минимум на 120 %, а количество смертельных попаданий — на 63 %.
Один из характерных приёмов ган-фу предусматривает одновременную перезарядку двух пистолетов героем: он выбрасывает два пустых магазина, направляет оружие на землю, вытаскивает два других магазина из рукавов пиджака или отцепляет их от собственных ног, вставляет их в пистолеты и продолжает стрельбу. Этот приём, в частности, встречается в «Эквилибриуме» в сцене финальной схватки героя с антагонистами.

### В других фильмах
Ган-ката в «Эквилибриуме» — это гибрид собственного стиля ган-ката Курта Уиммера, который он открыл на своём заднем дворе, и стиля хореографа фильма. Уиммер видел ган-ката более плавным, легким и летящим, в то время как хореограф хотел сделать его резким и жестоким. В результате в фильме по большей части можно видеть ган-ката хореографа. Увидеть ган-ката «от Уиммера» можно в другом его фильме «Ультрафиолет».
Перезарядка оружия в стиле ган-фу, показанная в «Эквилибриуме», встречается также и в фильме «Лара Крофт: Расхитительница гробниц».
В одном из эпизодов фильма «Пуленепробиваемый монах» герой Чоу Юньфата, расстреляв оба магазина из двух пистолетов, выбрасывает пустые магазины и пинает их в нападающих. Этот эпизод был спародирован в 19-й серии «Тактические учения» первого сезона телесериала «Бруклин 9-9».
В одной из сцен российского фильма «Параграф 78» (бой Гудвина с Фестивалем) используется техника «Липких рук», которая очень напоминает ган-ката.
Очередной всплеск популярности ган-фу наступил благодаря серии фильмов «Джон Уик».

## В компьютерных играх
Элементы ган-фу присутствуют в шутерах (в том числе таком поджанре, как Shoot 'em up).
- В серии игр Max Payne присутствуют элементы bullet time, которые в некоторых изданиях назывались gun ballet или gun fu[11].
- В вышедшей в 2005 году Resident Evil 4 игрок может ранить врага из дробовика, а затем тут же применить против него силовой приём, пока враг не пришёл в себя[12].
- Элементы ган-ката (ган-фу) присутствуют в шутере от первого лица F.E.A.R. 2005 года[13].

## Вопрос реалистичности
Возможность воссоздания в реальности ган-каты или ган-фу исключается в связи с тем, что бой с огнестрельным оружием включает прикрытие, маскировку, линии огня, определяется ландшафтом и по своей природе непредсказуем.
В действительности существуют специальные приёмы владения оружием дальнего боя — навыки стрельбы в движении, стрельбы из неустойчивых положений, неприцельной стрельбы, маневровый бой и другие. Однако они сильно отличаются от показанных в фильмах, а групповой бой подразумевает либо поражение небольшого числа целей в пределах малого угла обзора за минимальное время, либо быстрый перенос огня на большие углы, но не преднамеренное сражение с превосходящим по численности противником (наоборот, в нападении решающую роль играет массирование). Из существующих в реальности техник наиболее приближенной к ган-ката является техника «стрельба по-македонски».